# Serge Muyldermans
Serge Muyldermans (Hoeilaart, 4 november 1955) is een Belgisch biotechnoloog. Hij werkt sinds 1995 voor VIB en is sinds 2003 hoogleraar aan de Vrije Universiteit Brussel (VUB). Sinds 1 oktober 2019 kan hij zich emeritus hoogleraar noemen.

## Levensloop
Muyldermans haalde zijn PhD in 1982 met onderzoek naar de opbouw van chromatine (DNA en eiwitten) in de kern van eukaryotische cellen. Eind jaren tachtig begon hij onder supervisie van professor L. Wyns en professor R. Hamers met het klonen van antilichaamfragmenten. Deze genfragmenten werden in bacteriën tot uitdrukking gebracht en gezuiverd voor kristallografisch structuuronderzoek. Door een toevallige ontdekking in de onderzoeksgroep van professor R. Hamers kwam aan het licht dat dromedarissen functionele antistoffen in hun bloed hebben die slechts bestaan uit een homodimeer van zware ketens (twee zware ketens, in plaats van twee zware en twee lichte ketens zoals bij alle andere gewervelden). Deze speciale antistoffen komen voor in alle kameelachtigen (dromedaris, kameel, lama, alpaca, guanaco, vicugna) en binden aan antigenen met slechts één enkel domein met afmetingen van slechts een paar nanometer (een miljoenste van een meter), later nanobody genoemd.
Het biotechnologisch onderzoek van Muyldermans richtte zich vanaf deze ontdekking op de immunologie, met name binnen de kameelachtigen. Hij ontwikkelde een technologie waarbij een dromedaris, lama of alpaca eerst geïmmuniseerd wordt. Nadien wordt het repertoire aan nanobody's uit de B-lymfocyten van de geïmmuniseerde kameel of lama door recombinant-DNA-technieken gekloond en de antigeen-bindende nanobody's worden via faagdisplay aangerijkt en geïsoleerd. Deze antigeen-specifieke nanobody's beschikken over een aantal uitmuntende eigenschappen: goede expressieniveaus in micro-organismen, stabiel bij hoge temperatuur of druk, redelijk resistent tegen denaturerende chemische stoffen of extreme pH-waarden. Bovendien binden ze zeer specifiek aan hun antigeen en dit met hoge affiniteit. Zulke nanobody's bieden talrijke voordelen als werktuig in biotechnologisch onderzoek, en tevens in diagnostische tests of zelfs als therapeutisch medicijn. Samen met Jan Steyaert en steun van het Vlaams Instituut voor Biotechnologie richtte hij in december 2001 Ablynx op, een spin-offbedrijf van de Vrije Universiteit Brussel om nanobody's te gebruiken in diagnostiek en therapie. Ablynx werd gehuisvest in de bio-incubator in Gent (Zwijnaarde) en startte met vijf onderzoekers opgeleid door Muyldermans. Eind 2017 stelde Ablynx meer dan 600 mensen tewerk en had het meerdere onderzoekscontracten met de belangrijkste farmaceutische bedrijven. In 2018 werd Ablynx overgenomen door Sanofi voor 3,9 miljard euro. In de herfst van 2018 en lente 2019 werd het eerste op nanobody's gebaseerde therapeutische product (Caplivi) respectievelijk goedgekeurd door het Europees Geneesmiddelenbureau en de Food and Drug Administration.
Muyldermans publiceerde ca. 250 artikelen in aan peerreview onderworpen internationaal wetenschappelijke tijdschriften over zijn onderzoek en verwezenlijkingen in verband met nanobody's en zware-keten-antistoffen van kameelachtigen.
Muyldermans was stichter en van 2002 tot 2013 voorzitter van voetbalclub ERC Hoeilaart.